# Suvisaari (ö i Södra Savolax, S:t Michel, lat 62,19, long 26,51)
Suvisaari är en ö i Finland. Den ligger i sjön Lääminki och i kommunen Kangasniemi i den ekonomiska regionen  S:t Michel och landskapet Södra Savolax, i den södra delen av landet, 240 km norr om huvudstaden Helsingfors. Öns area är 0,7 hektar och dess största längd är 150 meter i nord-sydlig riktning.